# Bertario de Montecassino
Bertario (810 - Montecassino 22 de octubre de 883) o Bertario de Montecassino, fue un noble y abad italiano, venerado como santo por la Iglesia católica, y considerado como mártir. Su memoria litúrgica se celebra el 22 de octubre.

## Hagiografía
Bertario nació aproximadamente en el 810, en el seno de una noble familia de Lombardía

### Vida religiosa
Siendo aún joven, Bertario se unió a una comunidad monacal, dirigida por el Abad Bassacio, en la Abadía de Montecassino, al sur de Roma. Se ordenó sacerdote benedictino y, en el 856 se convirtió en abad, sucediendo a Bassacio.
En su vida de abad, Bertario fue un importante poeta y escritor, llegando incluso a escribir tratados de medicina. Así mismo promovió la cultura dentro de su propio monasterio.
Sin embargo, su regencia no fue tranquilaː Hubo muchas incursiones en el sector por esos años.

### Guerra contra los sarracenos
Los sarracenos, enemigos del Papado, habían tomado Roma en el 846. Como contestación a la creciente amenaza, Bertario construyó muros y torres en torno a su abadía entre el 856 y el 873. También recibió el apoyo del rey Ludovico II y su esposa Engelberga.
Debido a su apoyo a los emperadores germánicos le valió problemas con el Papa. Sin embargo, años antes de morir, el Papa le condonó algunas obligaciones contraídas y le exentó de tributos, pudiendo así Bertario hacerse con el control de la zona contigua a Montecassino. Para la época de los hechos, la ciudad fue nombrada Eulogimenopoli , siendo la actual Cassino.
En 882, los sarracenos tomaron los Apeninos, y el 4 de septiembre de 883 invadieron el monasterio, y asesinaron a algunos monjes. Bertario logró escapar con algunos de sus subordinados y se refugiaron en Teano, donde fueron encontrados por los sarracenos y asesinados el 22 de octubre.